# Nassau-Neuweilnau

Het wapen van Nassau-Neuweilnau

Nassau-Neuweilnau was een tot de Boven-Rijnse Kreits behorend graafschap binnen het Heilige Roomse Rijk.

## Inleiding
Het graafschap Nassau-Neuweilnau bestond gedurende twee periodes als deel van het graafschap Nassau. In beide periodes bestond het uit de voormalige heerlijkheid Neuweilnau. Gerlach I van Nassau verwierf de heerlijkheid Neuweilnau in 1326. Bij de verdeling van 1355 kwam Neuweilnau in bezit van het Huis Nassau-Weilburg en werd zodoende een deel van het graafschap Nassau-Weilburg. Filips III van Nassau-Weilburg voerde tijdens zijn regering de reformatie in zijn landen in.

## Graafschap Nassau-Neuweilnau (1561-1602)

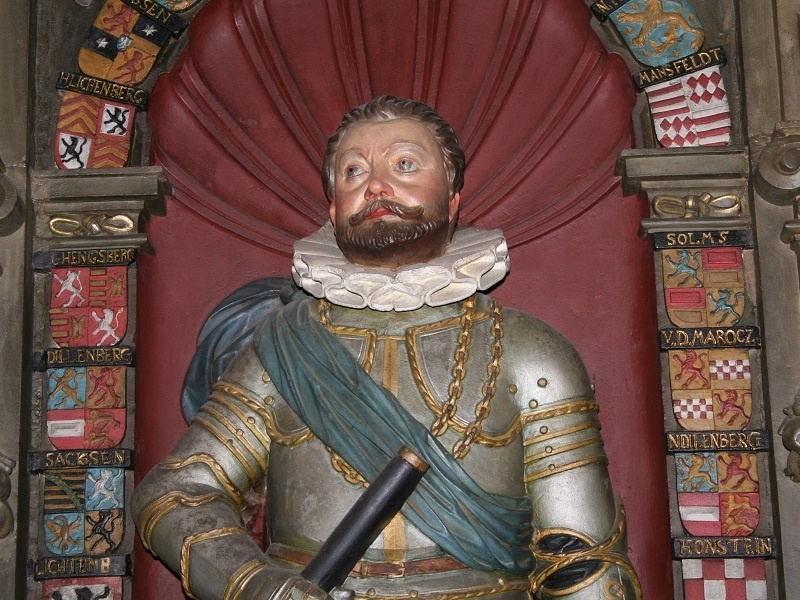
Filips van Nassau-Neuweilnau, detail van zijn grafmonument

Op 15 mei 1561 deelden de halfbroers Albrecht en Filips IV van Nassau-Weilburg hun bezittingen. Albrecht verkreeg kasteel en ambt Weilburg en Filips verkreeg kasteel en ambt Neuweilnau. Ze zetten de reformatie die hun vader begonnen was voort door al in het begin van hun regering katholieke gewoonten zoals carnavalsvieringen en het Sint-Jansvuur in hun graafschap strafbaar te stellen.
Met het overlijden van Johan III van Nassau-Saarbrücken vielen in 1574 de katholieke graafschappen Saarbrücken, Saarwerden en Ottweiler aan Albrecht en Filips. Ze werden op 7 december 1574 tussen de broers verdeeld. Filips ontving Saarbrücken en Saarwerden en de heerlijkheid Stauf. De Saarbrückense erfenis werd van verscheidene zijden aangevochten. Hertog Karel III van Lotharingen eiste het graafschap Saarwerden als vervallen leen terug. Albrecht slaagde er, als oudste van de Walramse Linie van het Huis Nassau, echter in om het recht van Nassau bij het Rijkskamergerecht te laten zegevieren. Het geschil liep jaren en dreigde een tijdlang militair te escaleren. Dit was de belangrijkste reden dat Filips zijn hoofdresidentie naar Saarbrücken verlegde. 
Filips overleed op 12 maart 1602 in Saarbrücken. Filips had geen zonen, zijn erfgenaam was zijn neef Lodewijk II, die het gehele bezit van de Walramse Linie van het Huis Nassau in zijn hand verenigde. Het graafschap Nassau-Neuweilnau hield op te bestaan.

## Graafschap Nassau-Neuweilnau (1629-1651)

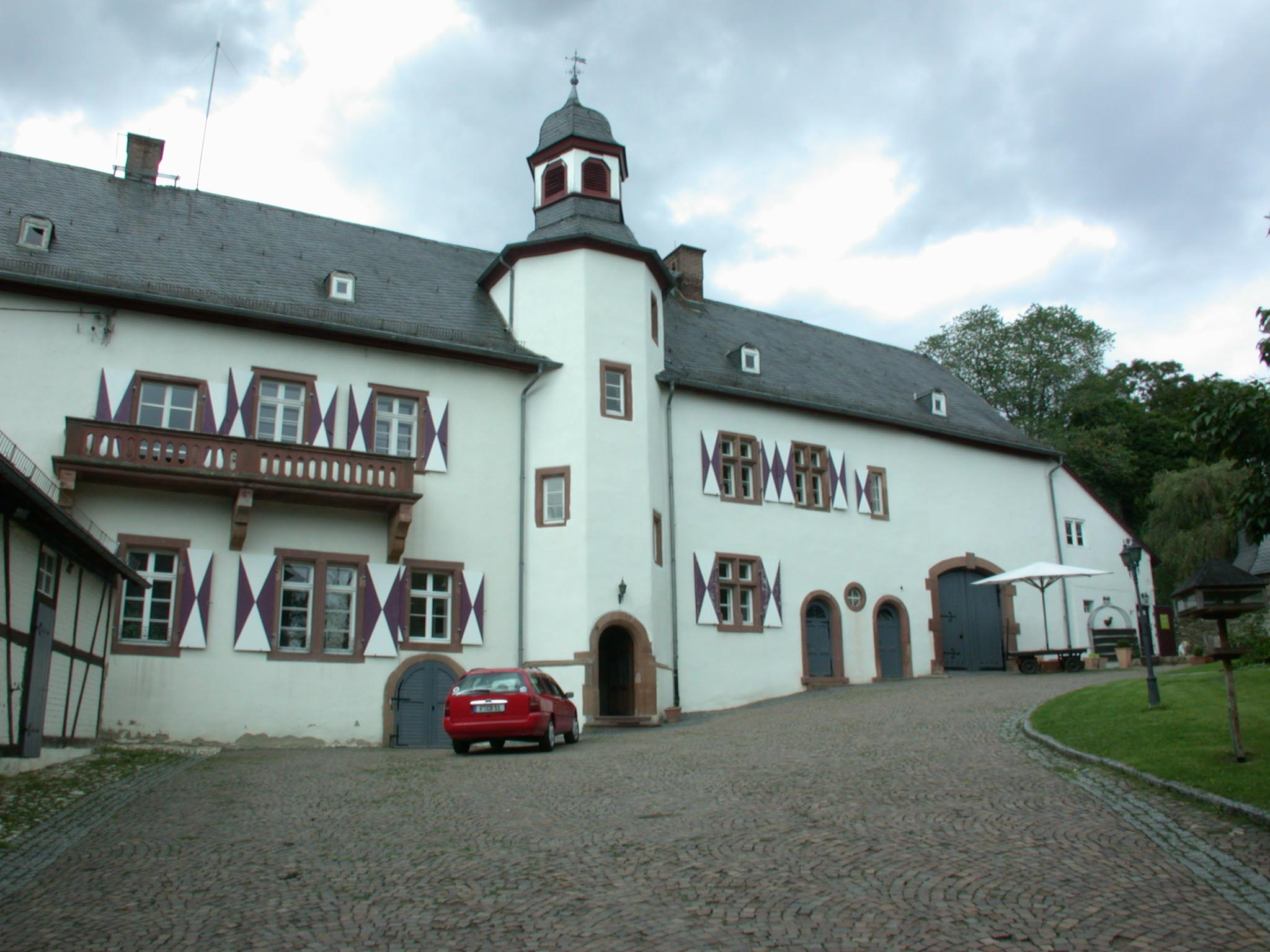
Het hoofdgebouw van Slot Neuweilnau, gebouwd rond 1520

Graaf Lodewijk II overleed in 1627. Twee jaar later verdeelden zijn zoons hun bezittingen:
- Willem Lodewijk verkreeg het graafschap Saarbrücken en stichtte het graafschap Nassau-Saarbrücken,
- Johan verkreeg Idstein en stichtte het graafschap Nassau-Idstein,
- Ernst Casimir verkreeg Weilburg en stichtte het graafschap Nassau-Weilburg,
- Otto verkreeg Neuweilnau.

In de Dertigjarige Oorlog (1618-1648) had Lodewijk II een voorzichtige neutraliteit gehandhaafd, die knellende inkwartieringen in zijn bezittingen echter niet voorkomen kon. Toen de koning Gustaaf II Adolf van Zweden aan het einde van het jaar 1630 naar de Rijn kwam, stelden de broers van Nassau zich te zijner beschikking en verklaarden daarmee de oorlog aan hun keizer. Otto nam als ritmeester dienst in het Zweedse leger. 
Kort nadat koning Gustaaf II Adolf op 16 november 1632 was gesneuveld, overleed Otto op 24 november 1632 in Straatsburg. Zijn gebied werd na zijn dood door zijn broers gezamenlijk bestuurd.
Na nederlagen van Zweden en zijn bondgenoten ontnam keizer Ferdinand II de broers hun landen. In november 1635 verscheen de keizerlijke commissaris in de Nassause landen en verklaarde de drie broers vervallen van hun graafschappen en al hun bezittingen. Bij de Vrede van Westfalen in 1648 kreeg de familie de bezittingen terug. 
Bij de herverdeling van de bezittingen in 1651 kwam Neuweilnau aan Johan Lodewijk, Gustaaf Adolf en Walraad, de zoons van Otto's oudste broer Willem Lodewijk, als onderdeel van het graafschap Nassau-Saarbrücken. Het graafschap Nassau-Neuweilnau hield op te bestaan.

## Regenten
| Regering  | Naam   | Geboren        | Overleden  | Familie                                     |
| --------- | ------ | -------------- | ---------- | ------------------------------------------- |
| 1561-1602 | Filips | 14-4-1542      | 12-3-1602  | zoon van Filips III van Nassau-Weilburg     |
| 1629-1632 | Otto   | 24-2-1610 o.s. | 24-11-1632 | zoon van Lodewijk II van Nassau-Saarbrücken |